# Focke-Wulf Fw 42
O Focke-Wulf Fw 42 foi um bombardeiro protótipo, bimotor e de configuração canard, desenhado pela Focke-Wulf durante os anos 30. Várias forças aéreas mostraram interesse no projecto, porém, embora o seu design pouco convencional tenha dado resultados positivos nos testes em túneis de vento, o Fw 42 não chegou a ser desenvolvido, sendo que nenhum exemplar chegou a ser construído.